# 片岡未優
片岡 未優（かたおか みゆ、1999年〈平成11年〉2月7日 - ）は、日本の女性アイドル、グラビアアイドル。女性アイドルグループ「どーぴんぐ疑惑」のメンバー。女性アイドルグループ「虹のコンキスタドール」、「あぃ♡かちゅ」の元メンバー。波和PRODUCTION所属。

## 略歴

### 2016年
- ピクシブプロダクションに入所。
- 11月2日、虹のコンキスタドール 定期公演「虹色おえかき広場 vol.2」AKIBAカルチャーズ劇場にて虹のコンキスタドール新予科生としてお披露目。

### 2017年
- 8月20日、Shibuya DUO MUSIC EXCHANGEにて開催されたワンマンlive「だって一度きりのThisサマーっ!!」にて、予科生から虹のコンキスタドール青組として正規メンバーに昇格が発表された。

### 2018年
- 1月1日、ピクシブプロダクションを退所。
- 1月2日、ディアステージに入所。

### 2020年
- 12月30日、TSUTAYA O-EASTにて開催されたSpecial Event「さくら色シャワー」の最終公演を以て、虹のコンキスタドールを卒業。

### 2021年
- 2月28日、ディアステージを退所。
- 12月7日、ゼロイチファミリアに所属したことを自身のSNSにて発表[4][5]。

### 2023年
- 8月2日、自身のX（旧Twitter）を更新しフリーランスになったことを報告[6]。
- 12月23日、ロック系アイドルグループ「どーぴんぐ疑惑」のXにて同グループ加入を発表。LIVE PLANETと波和PRODUCTIONの共同プロジェクトとなり、所属は波和PRODUCTIONとなる[7]。グループではサウンドディレクターも務める[8]。

## 人物
- 趣味は百合アニメ、声優を観察すること、特技は竹馬、トーチ[9]。

## 作品

### DVD
- 恋する瞬間（2021年12月22日、竹書房）[10]
- 夢から覚めたら猫だった！（2022年5月25日、イーネット・フロンティア）
- はにかみエンジェル（2022年8月26日、竹書房）
- みゆはボクの専用コンシェルジェ（2023年3月20日、ラインコミュニケーションズ）
- みゆとヒメゴト（2024年2月1日、ギルド）

### 写真集
- Cosplay of Nurse（2022年2月22日、メタ・ブレーン、撮影：須崎祐次）ISBN 978-4910546032

## 出演

### 映画
- 聖ゾンビ女学院（2017年5月27日公開）[11]

### テレビ
- ナニコレ珍百景 （2021年10月17日、テレビ朝日）

### 音声配信
- よゐこ有野のノーギャラジオ（2023年5月8日、Radiotalk）[12]